# Mesoxaea texana
Mesoxaea texana  (лат.) — вид перепончатокрылых насекомых из семейства андренид (Andrenidae). Распространён в южных США (Техас, Луизиана) и северо-восточной Мексике (Нуэво-Леон). Длина тела самцов 17—24 мм, длина переднего крыла 15—20 мм. Длина тела самок 20—24 мм, длина переднего крыла 16—18 мм.